# Фруела I
Фруе́ла I  (ісп. Fruela I), або Фро́йла І (лат. Froila I); бл. 722 — 14 січня 768) — король Астурії (757—768). Прізвисько — Жорсто́кий (ісп. el Cruel).

## Біографія
Походив з династії Астур-Леон. Син Альфонсо I, короля Астурії, та Ермесінди, доньки короля Пелайо. Про молоді роки немає відомостей. Досвід у військовій справі здобув під орудою батька. Брав участь у численних походах проти мусульман в область між річками Муньо та Дуеро.
У 757 році після смерті батька обирається королем. Слідом за цим (у травні 757 або 758 року) у битві при Понтуміо здобув переконливу перемогу над маврами на чолі з Омаром, сином кордовського еміра Абд-ар-Рахмана I. Після цього встановив кордон по річці Муньйо в Галісії, зміцнив береги, заселивши колоністами.
Проявив себе як жорстокий і підозрілий володар. У королівстві постійно спалахували заколоти і повстання, які він придушував з властивою йому жорстокістю. Для зменшення спротиву басків король одружився з Муньєю Лопес, представницею баскського знатного роду, що спричинило конфлікт між Астурією та королівством Памплона за баскське графство Алава.
Водночас продовжив політику батька щодо встановлення союзу з католицькою церквою. При цьому сприяв реформуванню духовенства, впровадивши целібат, скасувавши канон XVIII Толедського собору 704 року. У 761 році заснував місто Ов'єдо. У 766 році придушив повстання знаті.
Народ і знать ненавиділи Фруелу I, підтримуючи його брата Вімерано. Зрештою король, підозрюючи Вімерано в підготовці заколоту, власноруч убив його у 768 році. Для заспокоєння невдоволення Фруела I оголосив свого небожа Бермудо Вімеранеса спадкоємцем трону. Але того ж року став жертвою змови у столиці Кангас-де-Оніс.
Його поховано в кафедральному соборі Ов'єдо. Владу успадкував двоюрідний брат Авреліо.

## Родина
Дружина — Мунья Лопес
Діти:
- Альфонсо (765—842), король Астурії з 791 до 842 року
- Фруела (д/н)
- Хімена (д/н), дружина Непоціана, короля Астурії 842 року.